# ジミー・クリーブランド
ジミー・クリーヴランド（Jimmy Cleveland、1926年5月3日 - 2008年8月23日）は、アメリカのジャズ・トロンボーン奏者。

## 経歴・人物
16歳でトロンボーンを吹くようになり、大学のバンドなどで演奏した。24歳の時にクリーヴランドは、ライオネル・ハンプトンバンドの正規メンバーとなり、1953年まで3年間在籍した。その後も自身のリーダー作も多数発表した他、マイルス・デイヴィス、ジェリー・マリガン、オスカー・ペティフォード、クインシー・ジョーンズ、セロニアス・モンクなど名だたるジャズ・ミュージシャンと共演。マイルスの作品では、『ボギーとベス』、『マイルス・アヘッド』に参加した他、クインシー・ジョーンズの1959年から翌年まで行われたヨーロッパ・ツアーにも参加して活躍した。プロのミュージシャンとして活動したのは、1993年までだったが、その後もロサンゼルスのジャズ・クラブなどで演奏を続けていた。
クリーヴランドは、J・J・ジョンソンの影響を強く受けた演奏スタイルで知られる。
妻のジャネット・サーロウもジャズ歌手として活躍した。

## ディスコグラフィ

### リーダー・アルバム
- 『トロンボーン&フルート』- Trombones (1956年、Savoy) ※with フランク・ウェス、ヘンリー・コッカー、ビル・ヒューズ、ベニー・パウエル
- 『ザ・ジミー・クリーヴランド・オールスターズ』- Introducing Jimmy Cleveland and His All Stars (1955年、EmArcy)
- 『クリーヴランド・スタイル』- Cleveland Style (1957年、EmArcy)
- A Map of Jimmy Cleveland (1958年、Mercury)
- Rhythm Crazy (1959年、EmArcy)